# Abdon Alinovi
Abdon Alinovi (Eboli, 6 maggio 1923 – Napoli, 15 febbraio 2018) è stato un politico italiano.

## Biografia

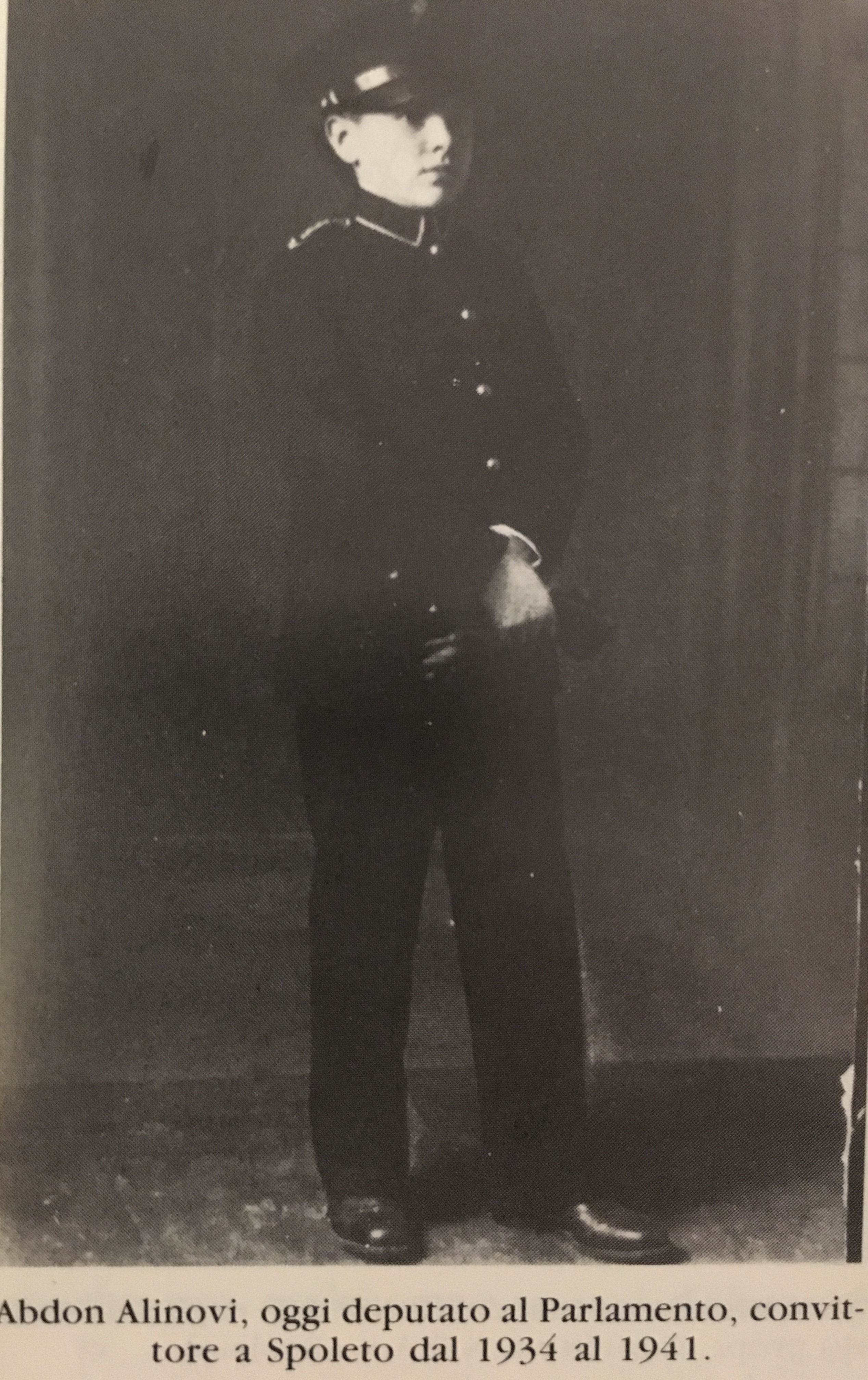
Alinovi in divisa da convittore a Spoleto

La sua famiglia è di origini parmensi: il nonno Luigi Sante, garibaldino, si era fermato a Napoli dopo l'impresa dei Mille. 
Quarto di cinque figlii, il padre Nino dirige la Cancelleria della Pretura; la madre Assunta Califano insegna nelle scuole primarie. Alla morte prematura del padre, nel 1934 viene accolto all'Istituto Nazionale Orfani Impiegati Civili dello Stato (INOIS) di Spoleto dove frequenta il Liceo ginnasio Pontano Sansi, dove rimarrà fino al 1941.  
Conseguita la maturità col massimo dei voti nel 1941, torna ad Eboli e si iscrive a Napoli alla Facoltà di Giurisprudenza; presto però, pienamente dedicato alla vita politica, dismette il traguardo della laurea. 
È stato sposato dal 1951 con Giulia De Cesare. Ha tre figli: Sergio, Gabriella e Valeria.
In occasione del 90º compleanno, 6 maggio 2013, il Comune di Eboli gli conferisce la cittadinanza onoraria.

## Attività politica
Prende coscienza del suo antifascismo nel 1939, vedendo partire per l'Africa il fratello Almo, ufficiale di leva a vent'anni.
Grazie all'amico e maestro Giovambattista Perrotta, conosce il confinato politico Mario Garuglieri, calzolaio fiorentino, compagno di cella di Antonio Gramsci a Turi, figura storica del movimento socialista e comunista, che già dal 1938 ha dato vita in Eboli all'organizzazione clandestina del PCI nel solco gramsciano.
Vincitore di concorso per Cancelliere, raggiunge nel settembre 1943 la Pretura di Tricarico: lì nasce il sodalizio col poeta socialista Rocco Scotellaro e con Carlo Grobert del Partito d'Azione; insieme danno vita al "Movimento della sinistra democratica".
Dopo l'8 settembre, Alinovi è tra gli antifascisti che entrano in contatto con gli Alleati e tra i promotori del Comitato di Liberazione Nazionale di Salerno.
Alinovi affianca Pietro Amendola nel CLN:  gli viene affidata l'attività di sostegno all'Autorità per la raccolta di cereali nella Piana del Sele e l'emergenza alloggi; collabora col Ministro dell'Assistenza post-bellica Emilio Sereni e col Ministro dei Lavori Pubblici con Alcide De Gasperi. Presenzia al discorso di Palmiro Togliatti che dà vita alla “svolta di Salerno”. 
Chiamato a Salerno da Mario Garuglieri, responsabile provinciale PCI, nella Salerno capitale apre con Mario Palermo la campagna per la convocazione della Costituente e del referendum; e dirige il settimanale “Unità proletaria”, chiamato poi “Voce salernitana”.
È fondatore con Giordano Dall'Ara e Francesco Cacciatore della Camera del Lavoro salernitana. Nella relazione per la “Costituente regionale per la riforma agraria”, avvenuta ad Eboli nel 1947, affronta i temi delle trasformazioni strutturali e colturali nella pianura e della modifica dei patti agrari, avvalendosi della guida di Leopoldo Cassese, storico e archivista.
Nel giugno 1948, Alinovi si trasferisce a Napoli, eletto nel Comitato Direttivo della Federazione provinciale del PCI e nella Segreteria. 
Segretario della Federazione PCI napoletana dal 1955 al 1962, nel 1963 entra nel Comitato Centrale. Dal 1956 al 1962 è Consigliere comunale nel Comune di Ercolano (allora chiamato Resina), e dal 1956 al 1964 è Consigliere comunale del Comune di Napoli. 
Dopo il X Congresso, è nella Direzione nazionale PCI come responsabile della Commissione Enti Locali e Autonomie.
Componente dell'Esecutivo nazionale ANCI, partecipa alle esperienze amministrative del centro-nord, in particolare Emilia, Toscana, Umbria; stabilisce proficua collaborazione col democristiano Tommaso Morlino, molto legato ad Aldo Moro, e con il socialista Matteo Matteotti. La Commissione Enti Locali dà vita al "Movimento per l'attuazione dell'istituto regionale", il cui primo Congresso regionalista si terrà al Teatro San Carlo di Napoli.
Al XII Congresso del PCI, nel 1969, è candidato ed eletto Segretario regionale PCI della Campania. Il partito è in crisi di crescita, e Alinovi, al fine di unire più generazioni di dirigenti e militanti, apre ai movimenti studenteschi del '68.
Nelle elezioni politiche del 1976, Alinovi è eletto deputato al Parlamento nella Circoscrizione di Napoli-Caserta, con Giorgio Amendola e Giorgio Napolitano, e di Benevento-Avellino-Salerno; optando per Napoli. Sarà confermato nel 1979, 1983, 1987. Nella IX legislatura, è Presidente della Commissione Parlamentare Antimafia. Il 3 Dicembre 1983, avviene un tentativo di attentato nei suoi confronti. I mandanti e gli esecutori sono tutt'oggi ignori
È presidente regionale del PDS dalla fondazione, nel 1991, e dei DS, fino allo scioglimento.

### L'attività parlamentare (1976 - 1992)
- VII legislatura: Fra i dirigenti PCI impegnati nella politica del Governo di solidarietà nazionale, si occupa dell'attività governativa e statale per il Mezzogiorno. Accentua, e cerca di liberarla dalle sue contraddizioni, la linea del PCI per lo scioglimento della Cassa del Mezzogiorno, esigendone la concentrazione di strutture e “progetti speciali”, nel segno di un ruolo primario delle Regioni.

- VIII legislatura: Vicepresidente del gruppo parlamentare PCI alla Camera, segue particolarmente la politica di bilancio e in questo quadro i temi riguardanti il Mezzogiorno. Il suo interesse ed impegno si estendono ai problemi del sud del mondo, al neocolonialismo verso i popoli del mondo debole, specie l'Africa. Interviene nel dibattito sulla fame nel mondo e concorre alla formazione della mozione unitaria del Parlamento italiano per cui l'Italia diviene il paese più impegnato con l'ONU sul problema. In politica estera interviene su Afghanistan e tensioni internazionali, e firma la mozione conclusiva votata a maggioranza dall'Assemblea dei Deputati che esprime pienamente la posizione del PCI. Sulla politica interna, Alinovi mette in luce momenti di congiunzione tra terrorismo delle Brigate Rosse e criminalità organizzata.

- IX legislatura: Gli viene affidata la Presidenza della Commissione Parlamentare Antimafia. Nella relazione della Commissione al Parlamento, Alinovi introduce per la prima volta, per qualificare il fenomeno mafioso ed altri simili, il concetto di “organizzazione eversiva”, che percorre tutta la storia del Paese: dal Sud Italia, la potenza finanziaria dei poteri criminali trova spazi di manovra economica nel Nord-Italia e nei paesi esteri. La Camera approva a grande maggioranza la mozione Alinovi, che viene firmata dall'ex Ministro dell'Interno Virginio Rognoni. L'attività di Alinovi è oggetto di gravi contrasti in una prima fase anche all'interno della Commissione, tanto da ricevere un tentativo di attentato (poi fallito). Tra le altre attività della Commissione, di notevole importanza la Relazione sulle condizioni del Carcere di Poggioreale a Napoli, e la Relazione sulla visita negli Stati Uniti.

- X legislatura: Continua l'impegno legislativo a contrasto della delinquenza mafiosa; componente della Commissione d'inchiesta sulla condizione giovanile.

## Opere
- Abdon Alinovi, Alle radici del nostro presente. Napoli e la Campania dal Fascismo alla Repubblica (1943-1946), Napoli, Guida editori, 1986.
- Abdon Alinovi (a cura di), Il secolo breve di Mario Palermo, Salerno Fuorni, Arti grafiche Boccia, 2001.
- Abdon Alinovi, Rosso pompeiano., a cura di Valeria Alinovi, Reggio Calabria, Città del sole, 2015, ISBN 978-88-7351-902-7.